# Willacy County
Das Willacy County ist ein County im Bundesstaat Texas der Vereinigten Staaten. Das U.S. Census Bureau hat bei der Volkszählung 2020 eine Einwohnerzahl von 20.164 ermittelt. Der Verwaltungssitz (County Seat) ist Raymondville.

## Geographie
Das County liegt im Südwesten von Texas, grenzt im Osten an den Golf von Mexiko und hat eine Fläche von 2031 Quadratkilometern, wovon 486 Quadratkilometer Wasserfläche sind. Es grenzt im Uhrzeigersinn an folgende Countys: Kenedy County, Cameron County und Hidalgo County.

## Geschichte
Willacy County wurde 1911 aus Teilen des Cameron County und Hidalgo County gebildet. Benannt wurde es nach John G. Willacy, einem Farmer und Senator von Texas, der maßgeblich an der Bildung des County beteiligt war.

## Demografische Daten
Nach der Volkszählung im Jahr 2000 lebten im Willacy County 20.082 Menschen in 5.584 Haushalten und 4.584 Familien. Die Bevölkerungsdichte betrug 13 Einwohner pro Quadratkilometer. Ethnisch betrachtet setzte sich die Bevölkerung zusammen aus 70,37 Prozent Weißen, 2,19 Prozent Afroamerikanern, 0,50 Prozent amerikanischen Ureinwohnern, 0,11 Prozent Asiaten, 0,03 Prozent Bewohnern aus dem pazifischen Inselraum und 24,46 Prozent aus anderen ethnischen Gruppen; 2,34 Prozent stammten von zwei oder mehr Ethnien ab. 85,69 Prozent der Einwohner waren spanischer oder lateinamerikanischer Abstammung.
Von den 5.584 Haushalten hatten 42,9 Prozent Kinder oder Jugendliche, die mit ihnen zusammen lebten. 62,1 Prozent waren verheiratete, zusammenlebende Paare 16,1 Prozent waren allein erziehende Mütter und 17,9 Prozent waren keine Familien. 16,5 Prozent waren Singlehaushalte und in 9,7 Prozent lebten Menschen im Alter von 65 Jahren oder darüber. Die durchschnittliche Haushaltsgröße betrug 3,40 und die durchschnittliche Familiengröße betrug 3,85 Personen.
31,6 Prozent der Bevölkerung war unter 18 Jahre alt, 11,9 Prozent zwischen 18 und 24, 26,6 Prozent zwischen 25 und 44, 18,3 Prozent zwischen 45 und 64 und 11,6 Prozent waren 65 Jahre alt oder älter. Das Durchschnittsalter betrug 30 Jahre. Auf 100 weibliche Personen kamen 105,2 männliche Personen und auf 100 Frauen im Alter von 18 Jahren oder darüber kamen 104,9 Männer.
Das jährliche Durchschnittseinkommen eines Haushalts betrug 22.114 USD, das Durchschnittseinkommen einer Familie betrug 25.076 USD. Männer hatten ein Durchschnittseinkommen von 19.706 USD, Frauen 15.514 USD. Das Prokopfeinkommen betrug 9.421 USD. 29,2 Prozent der Familien und 33,2 Prozent der Einwohner lebten unterhalb der Armutsgrenze.

## Städte und Gemeinden
| - Lasara - Los Coyotes - Lyford | - Porfirio - Port Mansfield | - Raymondville - San Perlita | - Santa Monica - Sebastian | - Stockholm - Willamar |